# Hautes-Alpes
Hautes-Alpes [otˈzalp]IPA („Horní Alpy“) je francouzský departement ležící v regionu Provence-Alpes-Côte d'Azur.

## Geografie

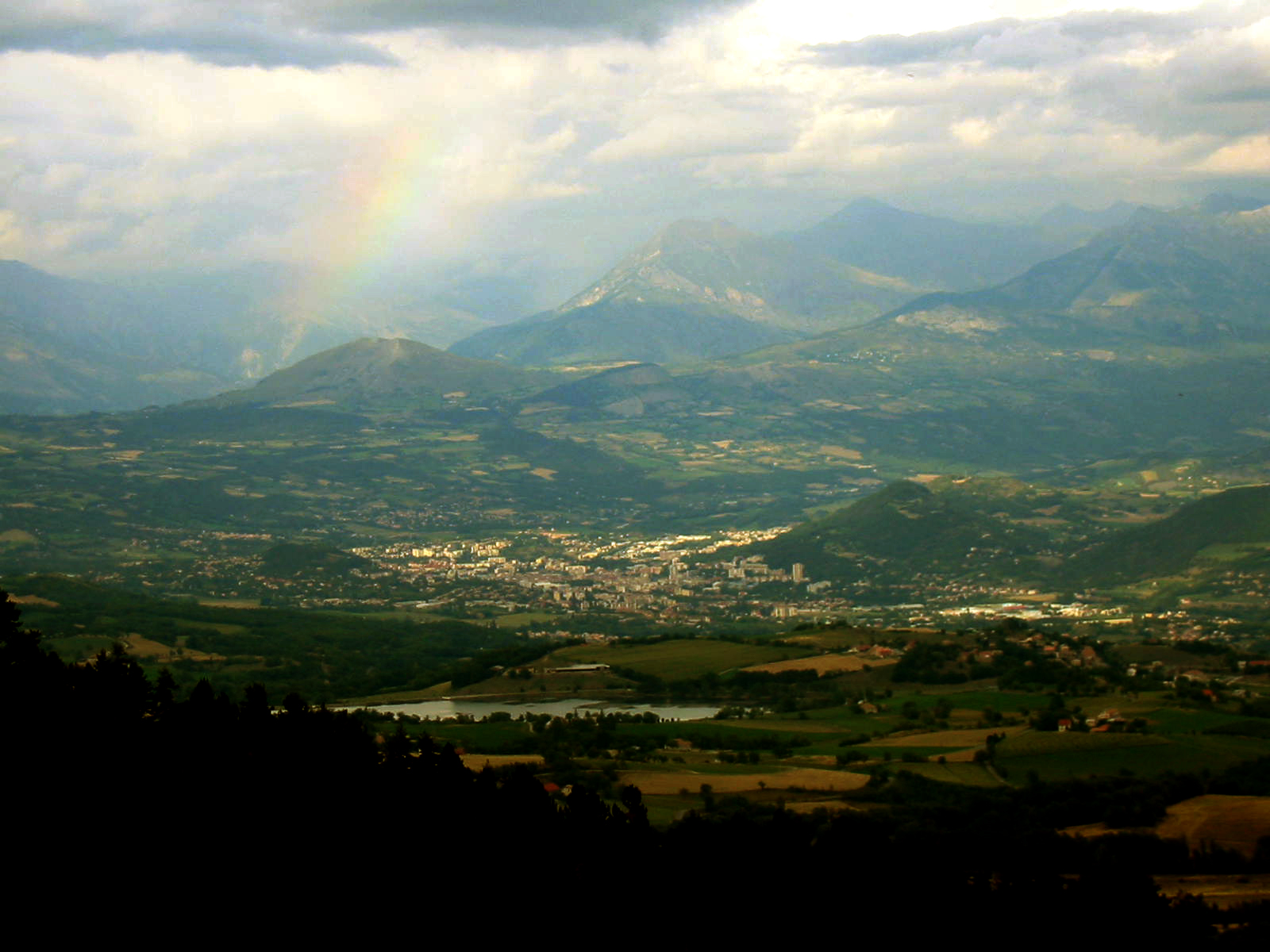
město Gap

Hautes-Alpes sousedí s departementy Alpes-de-Haute-Provence, Drôme, Isère, Savojsko a s italskými provinciemi Cuneo a Torino v Piemontu.
Nejvyšším místem je vrchol Barre des Écrins (4102 m) v Dauphinéských Alpách. Nejnižší místo je v údolí řeky Buëch nedaleko od soutoku s Durance (470 m).
V jižní části na hranicích s departmentem Alpes-de-Haute-Provence je na řece Durance vodní nádrž Serre-Ponçon.

## Historie
Hautes-Alpes (Horní Alpy) je jedním z 83 departementů vytvořených během Francouzské revoluce 4. března 1790 aplikací zákona z 22. prosince 1789. Zaujímá část někdejší provincie Dauphiné.

## Nejvýznamnější města
- Briançon
- Gap